# 北区立八幡小学校
北区立八幡小学校（きたくりつ はちまんしょうがっこう）は、東京都北区赤羽台3丁目にある公立小学校。

## 沿革
- 1954年（昭和29年）4月1日 - 東京都北区立袋小学校分校として現在地に新設開校。この時点の教員数6名、学級数6学級、児童数276名。
- 1955年（昭和30年）
  - 4月1日 - 東京都北区立八幡小学校として独立。この時点の教員数13名、学級数9学級、児童数414名。
  - 7月7日 - 開校記念式典挙行。
- 1958年（昭和33年）3月25日 - 第1回卒業式挙行。
- 1959年（昭和34年）4月13日 - 創立5周年記念式典挙行。
- 1969年（昭和44年）
  - 3月19日 - 体育館完成。
  - 4月2日 - 旧校舎取り壊し。
- 1970年（昭和45年）
  - 7月24日 - プール（25m×8コース）完成。
  - 11月20日 - 正面完成。
- 1975年（昭和50年）11月4日 - 創立20周年記念式典挙行。
- 1985年（昭和60年）11月2日 - 創立30周年記念式典挙行。
- 1995年（平成7年）10月7日 - 創立40周年記念式典挙行。
- 2005年（平成17年）10月29日 - 創立50周年記念式典挙行。
- 2012年（平成24年）4月1日 - 言語障害通級指導学級（ことばの教室）と情緒障害等通級指導学級（八幡学級）開級。
- 2015年（平成27年）11月21日 - 創立60周年記念式典挙行。
- 2016年（平成28年）4月1日 - 巡回拠点はちまんによる巡回指導開始。

## 教育方針・目標
「心も体も強い子」～頭・体を鍛え、心を磨く～
- ○真剣に学習する子（生涯学習の基礎を身に付けた児童の育成）
- ○みんなと仲良くする子（社会連携性を身に付けた児童の育成）
- ○進んでよいことをする子（勤労と責任を重んじ自主性と創造性に富む児童の育成）

## 通学区域
出典
- 赤羽台1丁目（1番）
- 赤羽台3丁目（全域）
- 赤羽台4丁目（1番～16番）
- 桐ケ丘2丁目（1番～5番）

## 進学先中学校
出典
公立中学校に進学する場合
- 北区立桐ケ丘中学校

## アクセス
- 国際興業バス
  - 「赤羽台三丁目」バス停下車後、徒歩約75m・1～2分。
    - 停車系統は、「赤01」（練馬駅行）・「赤02」（成増駅北口行）・「赤58」（赤羽駅西口行）・「赤83」（志村三丁目駅行）・「赤84」（大東文化大学行）・「赤85」（平和台駅行）。

  - 「八幡小学校北」停留所より、
    - 1番のりばから、徒歩約195m・約3分。
      - 停車系統は、「赤54」（桐ヶ丘高校先回り桐ヶ丘循環）・「赤54-1」（体育館先回り桐ヶ丘循環）・「赤54-2」（桐ヶ丘高校・体育館循環）・「赤96」（体育館経由赤羽車庫行）。

    - 2番のりばから、徒歩約255m・約4分。
      - 停車系統は、「赤54-1」・「赤54-2」・「赤96」の各系統（赤羽駅西口行）。

    - 3番のりばから、徒歩約305m・約5分。
      - 停車系統は、「赤01」（練馬駅行）・「赤85」（平和台駅行）。「赤02」（成増駅北口行）・「赤83」（志村三丁目駅行）・「赤84」（大東文化大学行）。

    - 4番のりばから、徒歩約205m・約3分。
      - 停車系統は、「赤01」・「赤01-2」・「赤02」・「赤83」・「赤84」・「赤85」の各系統（赤羽駅西口行）。

  - なお、「赤羽台三丁目」停留所・「八幡小学校北」停留所共、学校敷地までの直線距離は近いが、校門と道路や横断歩道との位置関係で、若干の遠回りとなる。
- JR東日本東北本線（宇都宮線）・高崎線・湘南新宿ライン・上野東京ライン・埼京線・京浜東北線赤羽駅（西口）から、
  - 徒歩約770m・約12分。
  - 上述の国際興業バスに乗車し、「赤羽台三丁目」停留所または「八幡小学校北」停留所下車後、徒歩。

## 学校周辺
- 赤羽並木通り（北区道）
- 東京都道445号常盤台赤羽線
- 東洋大学赤羽台キャンパス - 都道445号をはさんで、敷地が隣接。
- 北区立赤羽台三丁目児童遊園 - 赤羽並木通りをはさんで、敷地が隣接。
- 北区立赤羽台公園
- 東京都水道局北営業所
- このほか、リステージ赤羽台ヒルトップテラス・都営桐ケ丘アパートなどのマンション・アパートや戸建て住宅も広がっている。